# 臺北市私立新民國民小學
臺北市私立新民國民小學暨附設幼兒園，簡稱新民國小，是一所在1956年所由蕭運貞创立的私立小學。在1952年創辦附属幼稚園。又名台北市私立新民雙語小學。現附設幼稚園共三班（大中小班）。

## 歷任校長
| 任別 | 姓名   | 就任時間 | 卸任時間 |
| ---- | ------ | -------- | -------- |
| 1    | 蕭運貞 | 1956年   | 1982年   |
| 2    | 馬心穎 | 1982年   | 1993年   |
| 3    | 趙敬暉 | 1993年   | 1998年   |
| 4    | 黃濟德 | 1998年   | 2001年   |
| 5    | 謝耿揚 | 2001年   | 2011年   |
| 6    | 楊銘雄 | 2011年   | 2014年   |
| 7    | 潘良惜 | 2014年   | 2019年   |
| 8    | 饒邦安 | 2019年   | -        |

## 校長任期
| 任別 | 姓名   | 就任時間 | 任期            |
| ---- | ------ | -------- | --------------- |
| 1    | 蕭運貞 | 1956年   | 26年(任期最長)  |
| 2    | 馬心穎 | 1982年   | 11年            |
| 3    | 趙敬暉 | 1993年   | 5年             |
| 4    | 黃濟德 | 1998年   | 3年（任期最短） |
| 5    | 謝耿揚 | 2001年   | 10年            |
| 6    | 楊銘雄 | 2011年   | 3年（任期最短） |
| 7    | 潘良惜 | 2014年   | 5年             |
| 8    | 饒邦安 | 2019年   | -               |

## 校史
- 民國41年，創辦人譚蕭運貞女士首創私立新民幼稚園，並兼任園長。
- 民國45年，經臺北市政府45.12.20北市教國字第47111號函核准成立臺北市私立新民小學，首任校長蕭運貞女士。
- 民國51年，首屆畢業生18人。
- 民國52年8月，私立新民幼稚園申報停止招生。
- 民國57年9月，信義樓新建竣工。
- 民國61年2月，和平樓新建竣工。
- 民國62年，依法辦理財團法人登記，並由蕭運貞女士擔任第一任董事長。
- 民國70年9月，朱士烈先生擔任董事長。
- 民國71年8月，蕭運貞校長榮退，馬心穎校長接任。
- 民國73年8月，奉令更名為臺北市私立新民國民小學。
- 民國73年9月，蕭運貞女士擔任董事長。
- 民國78年9月，譚嶽泉先生擔任董事長。
- 民國80车8月，私立新民小學附屬幼稚園核准招生。
- 民國80年9月，譚光耿先生擔任董事長。
- 民國82年8月，馬心穎校長榮退，趙敬暉校長接任。
- 民國85年7月，忠孝樓新建竣工。
- 民國87年8月，趙敬暉校長榮退，黃濟德校長接任。
- 民國88年7月，仁愛樓新建竣工。
- 民國90年8月，黃濟德校長榮退，謝耿揚校長接任。
- 民國91年9月，譚壁輝女士擔任董事長。
- 民國92年2月，全校實施營養午餐供應。
- 民國95年4月，舉辦創校五十週年校慶系列活動。
- 民國100年8月，謝耿揚校長榮退，楊銘雄校長接任。
- 民國103年7月，楊銘雄校長榮退。
- 民國103年8月，潘良惜校長接任。
- 民國106年，舉辦創校六十週年校慶活動。
- 民國108年8月，饒邦安校長接任。

## 外部連結
- 北市私立新民小學 （页面存档备份，存于）
- 北市私立新民附幼 （页面存档备份，存于）
- 台北市私立新民國小的Facebook專頁
- 大安區新民附幼的Facebook專頁